# クタ・カスウルフ
クタ・カスウルフ（Cutha Cathwulf、生没年不詳）はウェセックス初期の王族。クスウィンの息子にしてチェウリンの孫になる。その始祖を辿ればキュンリッチまで行き、またクタはエグバートにまでつながる後世のウェセックス王家の始祖となる。しかしチェウリンが592年に退位、その王位は傍流のチェオルの血統が就いたため、カスウルフ自身は王になった事はなかった。また彼の没年も知られてはいない。
彼には兄弟がおり、キュネバルド（Cynebald）、チェッダの名が記されている。また彼には息子がおり、名をチェオルワルドと言う。それ以外は何も記されてはいない。